# 余卓成
余卓成（1975年12月7日—），中国男子跳水运动员。他在1996年夏季奥林匹克运动会中，参加了男子3米平台跳水并获得银牌。